# Sztuka dorastania
Sztuka dorastania (ang. The Art of Getting By) – amerykański dramat komediowy z 2011 roku, pierwszy autorstwa i w reżyserii Gavina Wiesena. Film miał premierę na Festiwalu Filmowym Sundance pod tytułem Praca domowa (ang. Homework). W filmie występują m.in. Freddie Highmore, Emma Roberts, Michael Angarano, Elizabeth Reaser, Sam Robards, Rita Wilson i Blair Underwood.

## Opis fabuły
George Zinavoy (Freddie Highmore) jest fatalistycznym uczniem maturalnej klasy liceum i utalentowanym artystą. Postanawia on zaprzestać odrabiania pracy domowej, gdyż czuje, że wszystko jest bezsensowne. Przez swoją decyzję zostaje zawieszony w prawach ucznia. Następnego dnia na dachu szkoły spotyka Sally Howe (Emma Roberts) palącą papierosa. Gdy pojawia się Pani Dougherty (Ann Harada) George szybko wyciąga papierosa i bierze winę na siebie. Sally czeka na George'a przed szkołą by mu podziękować i pomimo tego, że na początku niechętnie z nią rozmawia bardzo szybko zmienia zdanie i odprowadza ją do domu. W Dniu Kariery poznaje on młodego artystę, Dustina Mjakoona, i czuje się zainspirowany jego przemyśleniami na temat życia. Gdy George idzie go odwiedzić zabiera ze sobą Sally i szybko okazuje się, że podoba się ona młodemu artyście. Sally zaprasza George'a na imprezę sylwestrową, gdzie tańczy ze swoim byłym chłopakiem. George upija się i wymiotuje przed wejściem do klubu, a następnie zasypia. Tam znajduje go Sally - przeprasza i zabiera do siebie do domu.
W Walentynki wychodzą razem na kolację i Sally pyta się George'a czy chciałby uprawiać z nią seks. George, wyraźnie wstrząśnięty, nie odpowiada. Po krótkiej ciszy nastolatka mówi, iż nie powinni tego robić, gdyż jest on jej jedynym prawdziwym przyjacielem. George nie odzywa się przez resztę wieczoru i wraca do domu wcześnie. Nie odbiera połączeń od Sally i nie chce z nią rozmawiać. Postanawia ona zamiast niego zaprosić Dustina i flirtuje z nim. Po tym jak Dustin ją pocałował zaczynają się spotykać. George nie oddaje swojego referatu o Hardym przez co ląduje w gabinecie dyrektora. Dostaje on dwie opcje do wyboru: wydalenie lub zrobienie wszystkich prac od początku roku. W domu George w końcu konfrontuje swojego ojczyma odnośnie do jego kłamstw na temat pracy i dochodzi do bójki pomiędzy nimi. Chłopak wybiega z domu i udaje się do Sally, która nie wpuszcza go do domu. George zaczyna całować ją na korytarzu i Sally odwzajemnia pocałunek, jednak uchyla drzwi i pokazuje George'owi Dustina i swoją matkę w pokoju. Wściekły i urażony wychodzi.
Następnego ranka spotyka swoją matkę na ławce w parku. Wyjaśnia mu, że jego ojczym okłamał ją na temat swojej pracy i się rozwodzą. George pociesza ją i stara się na nowo przemyśleć swoją sytuację z Sally. Postanawia zrobić wszystkie brakujące prace i oddać je do szkoły. Jego jedynym projektem na zajęcia ze sztuki jest wykonanie obrazu, który jest szczery, prawdziwy. Sally nadal spotyka się z Dustinem. Spotyka się ona z George'em w barze i mówi mu o swoim planie podróży przez Europę z Dustinem i opuszczeniu ceremonii zakończenia szkoły średniej. George mówi jej, że ją kocha i wracają razem do jej mieszkania, gdzie się całują. Sally mówi, że odwzajemnia jego uczucie i obiecuje, że pewnego dnia będą razem. George triumfalnie oddaje wszystkie zaległe prace i swój projekt, którym wręcz zachwyca swojego nauczyciela sztuki. Podczas ceremonii zostaje wywołany i otrzymuje świadectwo, a jego matka jest z niego dumna. Postanawia pójść do pracowni artystycznej, by popatrzyć na swój projekt: uśmiechniętą Sally. Postanowiła ona nie jechać z Dustinem do Europy i pojawia się w drzwiach pracowni, podchodzi do George'a i razem patrzą na obraz.

## Obsada
- Freddie Highmore jako George Zinavoy
- Emma Roberts jako Sally Howe
- Michael Angarano jako Dustin Mjakoon
- Alicia Silverstone jako Ms. Herman
- Rita Wilson jako Vivian Sargent, mama George'a
- Blair Underwood jako Principal Bill Martinson
- Elizabeth Rejakoer jako Charlotte Howe
- Sam Robards jako Jack Sargent, ojczym George'a
- Marcus Carl Franklin jako Will Sharpe
- Sjakoha Spielberg jako Zoe Rubenstein
- Jarlath Conroy jako Harris McElroy

## Ścieżka dźwiękowa
Muzyka z filmu została wydana przez Rhino Records w dniu 14 czerwca jako płyta CD zawierająca 12 piosenek.
Lista utworów
1. "We Will Become Silhouettes" - The Shins
2. "We Drink on the Job" - Earlimart
3. "Sally's Theme" - Alec Puro
4. "Sleep The Clock Around" - Mates of State
5. "This Momentary" - Delphic
6. "Christmas Break" - Alec Puro
7. "Winter Lady" - Leonard Cohen
8. "The Skin of My Yellow Country Teeth" - Clap Your Hands Say Yeah
9. "Sally's Bedroom" - Alec Puro
10. "Spitting Fire" - The Boxer Rebellion
11. "Here" - Pavement
12. "The Trial of the Century" - French Kicks

## Recenzje
Sztuka dorastania otrzymała wiele negatywnych recenzji. Na Metacritic, który używa średniej wyliczanej z oceny różnych profesjonalnych krytyków, film na 100 punktów uzyskał tylko 36, co oznacza "Główne negatywne opinie". Użytkownicy portalu ocenili go na 5.9 w dziesięciopunktowej skali, co przekłada się na "Zróżnicowana lub średnia ocena". Agregator recenzji filmowych Rotten Tomatoes podał, że 17% z 103 krytyków dało Sztuce dorastania pozytywną ocenę, co przekłada się na 4.2 punktów na dziesięć możliwych Film był krytykowany za to, iż opowiada historię "typową dla wieku dorastania". Krytycy bardzo źle oceniali scenariusz, jednak występujący w filmie Freddie Highmore i Emma Roberts byli zachwalani za swoje występy. Edward Douglas z ComingSoon.net napisał, że "Historia z Nowego Jorku w stylu chłopak poznaje dziewczynę to nic nowego... ale Wiesen wniósł coś unikalnego do tej mieszanki".